# Ernie Hood
Ernest „Ernest“ Hood (* 2. Juni 1923 in Charlotte (North Carolina); † 1991) war ein US-amerikanischer Musiker (Gitarre, Zither, Synthesizer) und früher Klangkünstler, der sich vor allem durch sein einziges Album Neighbourhoods hervortat, laut Musikexpress „ein impressionistisches Ambient-Gemälde aus Zitherspiel, Field Recordings und Synthie-Grundierungen.“

## Leben und Wirken
Hood arbeitete als Jazzgitarrist in den 1940er Jahren zunächst im Raum Portland, Oregon und später als Studiomusiker. Er spielte mit seinem Bruder Bill Hood und 1945 in der Swingband des Saxophonisten Charlie Barnet, mit der auch Aufnahmen entstanden. Hood erkrankte in den 1950er-Jahren an Kinderlähmung, die ihn für den Rest seines Lebens auf einen Rollstuhl beschränkte. Da er keine Gitarre mehr halten konnte, fing er an, Zither zu spielen, die er auf seinem Schoß halten konnte. Er wurde in den 1970er Jahren als Aufnahmekünstler aktiv und veröffentlichte 1970 eine verträumte Instrumental-Single mit dem Titel „Ollie“ bei A&M Records und wirkte bei den Alben Butterfly Dreams (1973) und Stories to Tell (1974) von Flora Purim mit; für das letztgenannte Album schrieb er gemeinsam mit Purim den Titel „Mountain Train“, auf dem er auch mitsang.
In späteren Jahren war Hood Mitbegründer des Portland Community Rundfunksenders KBOO und nahm dabei die täglichen Geräusche um sich herum im pazifischen Nordwesten mit einem Kabelrecorder (und später einem Tonbandgerät) auf. Er war fasziniert von den Geräuschen spielender Kinder auf der Straße, Vogelrufen, gurgelndem Wasser, belauschten Gesprächen am Handelsposten. Hood verwebte alles miteinander, woraus das Album Neighborhoods entstand. Es wurde 1975 in Eigenregie mit einer kleinen Auflage von Schallplatten in privater Pressung veröffentlicht. Nach Ansicht von Paul Simpson (Allmusic) ist Neighbourhoods „ein seltsames, einzigartiges Relikt aus der Vergangenheit, das irgendwie viel relevanter geworden ist als zu seiner Entstehungszeit.“ Die nostalgische Collage aus Synthesizer-basierten Stücken und Feldaufnahmen erlangte schließlich eine Kult-Anhängerschaft und wurde 2019 wiederveröffentlicht. Neighbourhoods landete auf Pitchforks Liste der „50 besten Ambient-Alben aller Zeiten“.
Dank der Archivarbeit des Labels Freedom to Spend, einem Sublabel von RVNG Intl., geführt von Pete Swanson und Jed Bindeman, wurden weitere Bänder, entstanden zwischen 1972 und 1982, aus Hoods Sammlung entdeckt, die auf dem Album Back to the Woodlands zusammengestellt und 2022 veröffentlicht wurden.

## Diskographische Hinweise
- Neighborhoods (Memories of Times Past Musical Pictures Composed and Performed By Ernie Hood) (Thistlefield, Rexius Records, 1975)
- Back to the Woodlands (Freedom to Spend, ed. 2022)